# غازانيا جامدة
غازانيا جامدة (الاسم العلمي: Gazania rigens) هي نوع نباتي يتبع جنس الغازانيا من الفصيلة النجمية.  